# Oligopolio di Cournot
L'oligopolio di Cournot è un modello economico utilizzato per descrivere una struttura industriale di oligopolio in cui le aziende decidono, in modo indipendente e contemporaneamente, la quantità di output che produrranno. Prende il nome da Antoine Augustin Cournot (1801-1877) che aveva studiato la competizione in un duopolio di acque minerali.
Le caratteristiche principali del modello sono: 
- sono presenti più imprese, che danno origine a un prodotto omogeneo (ovvero, non vi è differenziazione di prodotto);
- le imprese non sono cooperative;
- le imprese hanno potere di produzione, competendo attraverso la quantità, che scelgono simultaneamente (la decisione di ogni azienda su quanto produrre influenzerà il prezzo di mercato);
- il numero di imprese è fissato;
- le imprese attuano un comportamento strategico, cercando di massimizzare il loro profitto date le decisioni dei concorrenti.

Un'assunzione essenziale del modello è che ogni impresa mira alla massimizzazione del profitto, basandosi sull'aspettativa che le proprie decisioni di output non avranno effetti sulle decisioni dei concorrenti.
Il prezzo è una funzione, non nota a tutte le imprese, che dipende dall'output totale ed è decrescente all'aumentare dell'output totale. Tutte le imprese conoscono il numero dei concorrenti presenti sul mercato e considerano la loro quantità di produzione come data.
Ogni impresa ha una funzione di costo {\displaystyle C_{i}(q_{i})}, che generalmente si assume essere conoscenza comune. Le imprese possono essere identiche o differire nelle funzioni di costo e il prezzo di mercato è individuato dalla condizione che la domanda eguagli la quantità prodotta dal totale delle imprese.
Ogni impresa valuta la sua domanda residua in base al comportamento delle altre, considerato come un dato, e si comporta conseguentemente come un monopolista.

## Calcolo dell'equilibrio
In termini generali, consideriamo la funzione di prezzo {\displaystyle P(q_{1}+q_{2})} e i costi {\displaystyle C_{i}(q_{i})}.
Per ottenere l'equilibrio di Nash, bisogna calcolare prima le funzioni di risposta ottima. Il profitto di ogni impresa equivale alla differenza tra le entrate e i costi, ovvero:
{\displaystyle \Pi _{i}=P(q_{1}+q_{2})\cdot q_{i}-C_{i}(q_{i})} .
La risposta ottima per il giocatore {\displaystyle i}-esimo è quella funzione che associa a {\displaystyle q_{j}} il valore di {\displaystyle q_{i}} che massimizza {\displaystyle \Pi _{i}}. Per trovare il massimo dobbiamo allora uguagliare a zero le derivate dei profitti delle due imprese, ognuna rispetto alla quantità prodotta dalla stessa impresa, cioè:
{\displaystyle {\frac {\partial \Pi _{i}}{\partial q_{i}}}={\frac {\partial P(q_{1}+q_{2})}{\partial q_{i}}}\cdot q_{i}+P(q_{1}+q_{2})-{\frac {\partial C_{i}(q_{i})}{\partial q_{i}}}=0} .
Mettendo a sistema le due funzioni di risposta ottima troveremo allora la coppia di valori {\displaystyle (q_{1},q_{2})} che corrisponde all'equilibrio di Nash.

### Esempio
Supponiamo che la domanda di mercato sia {\displaystyle P(q)=a-q=a-(q_{1}+q_{2})} e che i costi siano {\displaystyle C_{i}(q_{i})=cq_{i}} .
I profitti delle due imprese saranno allora: 
{\displaystyle \Pi _{i}(q_{1},q_{2})=q_{i}[(a-q_{1}-q_{2})-c]} .
Calcoliamo le due derivate e uguagliamole a zero; per l'impresa {\displaystyle 1} avremo:
{\displaystyle {\frac {\partial \Pi _{1}}{\partial q_{1}}}=a-2q_{1}-q_{2}-c=0\qquad \Rightarrow \qquad q_{1}={\frac {a-q_{2}-c}{2}}} ;
analogamente, per l'impresa {\displaystyle 2} troveremo:
{\displaystyle q_{2}={\frac {a-q_{1}-c}{2}}} .
Mettendo a sistema le due funzioni di risposta ottima otteniamo quindi l'equilibrio:
{\displaystyle q_{1}=q_{2}={\frac {a-c}{3}}} .